# Graham Alexander
Graham Robert Alexander, mais conhecido como Graham Alexander (Coventry, 10 de outubro de 1971) é um ex-futebolista e treinador de futebol inglês naturalizado escocês que atuava como zagueiro. Atualmente, é técnico do Salford City, clube da quarta divisão da Inglaterra.
Ele era um especialista em cobrança de pênalti, atuava também como volante, mas sua posição de origem era a de zagueiro. É o terceiro jogador mais velho a marcar pela Premier League.
Alexander começou sua carreira no final dos anos 1980 nas categorias de base do Scunthorpe United. Seu primeiro jogo profissional aconteceu em 27 de abril de 1991, no qual ele jogou como substituto de Mark Hine. Durante a temporada 1991-92 ele se estabeleceu como jogador profissional dos Irons, jogando na posição de lateral direito. Realizou 200 jogos com a camisa do Scunthorpe antes de ser contratado pelo Luton Town. Ele também jogou como lateral direito no time por quatro anos. Em 2007 ele foi contratado pelo Burnley e em 2011 retornou ao Preston North End para um contrato de um ano.

## Seleção Escocesa
Inglês de nascimento, Alexander jogou 40 partidas pela Seleção Escocesa. Ele não conseguiu disputar nenhum torneio oficial pelo Tartan Army, que ficou de fora das Copas de 2006 e 2010 e das Eurocopas de 2004 e 2008.